# Marc Furi Cràssipes
Marc Furi Cràssipes (llatí: Marcus Furius Crassipes) va ser un magistrat romà del segle ii aC. Formava part de la gens Fúria, una gens romana d'origen patrici de gran antiguitat, i era de la família dels Cràssipes.
Va ser un dels Triumviri coloniae deducendae nomenats l'any 194 aC per fundar una colònia llatina al Brútium, i el 192 aC junt amb els seus col·legues va portar 3.700 soldats d'infanteria i 300 cavallers a Vibo, anteriorment anomenada Hipponium.
Cràssipes, l'any 187 aC va ser elegit pretor i va rebre la província de la Gàl·lia Cisalpina i per obtenir un pretext per fer la guerra va confiscar als cenòmans el seu armament sense causa justificada. Els cenòmans van apel·lar al senat romà i aquest va ordenar a Cràssipes de retornar les armes confiscades i sortir de la província. L'any 173 aC va ser pretor per segona vegada i va governar la província romana de Sicília.